# Епархия Окигве
Епархия Окигве (лат. Dioecesis Okigvensis) — епархия Римско-Католической церкви c центром в городе Окигве, Нигерия. Епархия Окигве входит в митрополию Оверри. Кафедральным собором епархии Окигве является церковь Пресвятой Девы Марии.

## История
24 января 1981 года Римский папа Иоанн Павел II издал буллу Quandoquidem Sanctissima, которой учредил епархию Окигве, выделив её из епархии Умуахиа. В этот же день епархия Огикве вошла в митрополию Оничи.
26 марта 1994 года епархия Огикве вошла в митрополию Оверри.

## Ординарии епархии
- епископ Anthony Ekezia Ilonu (1981 — 2006);
- епископ Solomon Amanchukwu Amatu (2006 — по настоящее время).

## Источник
- Annuario Pontificio, Libreria Editrice Vaticana, Città del Vaticano, 2003, ISBN 88-209-7422-3
- Булла Quandoquidem Sanctissima  (лат.)